# Цукамото, Хидэхико
Хидэхико Цукамото (яп. 塚本 秀彦; род. 24 января 1978, Хиросима) — японский боксёр, представитель полулёгкой весовой категории. Выступал за национальную сборную Японии по боксу в конце 1990-х годов, бронзовый призёр Кубка короля в Бангкоке, участник летних Олимпийских игр в Сиднее.

## Биография
Хидэхико Цукамото родился 24 января 1978 года в префектуре Хиросима, Япония.
Начал заниматься боксом во время учёбы в средней школе, затем продолжил подготовку в Нихонском университете.
Впервые заявил о себе в боксе на взрослом международном уровне в сезоне 1999 года, когда вошёл в основной состав японской национальной сборной и выступил на чемпионате мира в Хьюстоне, где в зачёте полулёгкой весовой категории дошёл до 1/8 финала. Также в этом сезоне боксировал на чемпионате Азии в Ташкенте — здесь остановился на стадии четвертьфиналов.
В 2000 году выступил на Кубке Сеула в Южной Корее, уступив в четвертьфинале тайцу Сомлуку Камсингу, и завоевал бронзовую медаль на Кубке короля в Бангкоке, где в полуфинале был побеждён пакистанцем Хайдером Али. Поскольку Кубок короля имел статус азиатской олимпийской квалификации, Цукамото удостоился права защищать честь страны на летних Олимпийских играх 2000 года в Сиднее. На Играх, однако, уже в стартовом поединке категории до 57 кг досрочно в третьем раунде потерпел поражение от кубинца Йосвани Агилеры и сразу же выбыл из борьбы за медали.
После сиднейской Олимпиады Хидэхико Цукамото больше не показывал сколько-нибудь значимых результатов в боксе на международной арене.
Завершив спортивную карьеру, в 2003 году попробовал себя в профессиональном реслинге, выступил на турнире организации New Japan Pro-Wrestling, но какого-то значительного успеха здесь не добился.
Впоследствии работал тренером по боксу в зале Imaoka Yoshiaki Boxing Authority в Хиросиме.